# ستيفن كينغ (لاعب هوكي جليد)
ستيفن كينغ (بالإنجليزية: Steven King)‏ هو لاعب هوكي جليد أمريكي، ولد في 22 يوليو 1969 في East Greenwich, Rhode Island ‏ في الولايات المتحدة.

## وصلات خارجية
- ستيفن كينغ على موقع دوري الهوكي الوطني (الإنجليزية)
- ستيفن كينغ على موقع EliteProspects.com (الإنجليزية)
- ستيفن كينغ على موقع HockeyDB.com (الإنجليزية)
- ستيفن كينغ على موقع Hockey-Reference.com (الإنجليزية)